# Terapia d'amore
Terapia d'amore (Il depresso innamorato) (Numb) è un film del 2007 scritto e diretto da Harris Goldberg. Il film è anche noto col titolo italiano Il depresso innamorato.

## Trama
Hudons è uno sceneggiatore che, nonostante il successo, soffre di  disturbo di depersonalizzazione e si accorge che sta pian piano perdendo ogni stimolo emotivo fino a che, dopo varie terapie e medicinali, cerca disperatamente di curare la sua condizione quando incontra la ragazza dei suoi sogni, Sara.